# Goar
Goar, noto anche come Goachar o Eochar (prima del 390 – Gallia, tra il 446 ed il 450), è stato un capo degli Alani nella Gallia del V secolo.
Guidò il suo popolo oltre il Reno durante l'invasione della Gallia operata da numerose tribù nel 406, per poi unirsi ai romani e giocare un ruolo importante nella politica interna della regione.

## Biografia

### Invasione della Gallia
Goar viene citato la prima volta da con la grafia "Goare" in un frammento di Frigerido, riportato da Gregorio di Tours in una descrizione dell'invasione barbara che, il 31 dicembre 406, attraversò il Reno ghiacciato, come tramandato da Prospero d'Aquitania Molte tribù fecero parte della spedizione, tra cui gli Alani di Goar, un altro gruppo di Alani guidati da Respendial, i Vandali Asdingi di Godigisel, i Vandali Silingi, e molti altri gruppi di Suebi. Non viene detto da dove questi popoli provenissero, nonostante molti storici identificano questi Alani con quelli stanziati da Graziano in Pannonia attorno al 380.
Secondo Gregorio, i Franchi alleati dei Romani attaccarono gli Asdingi a Magonza, quando questi erano a metà della traversata, uccidendo Godigisel, ed erano sul punto di sterminarne la tribù. A quel punto l'altro re alano, Respendial, arrivò a salvare i Vandali sconfiggendo i Franchi, "nonostante Goar fosse avanzato unendosi ai Romani". Non è chiaro negli scritti di Gregorio se Goar si unì ai Franchi nel combattere i propri co-invasori; in ogni caso si stabilì in Gallia mentre Vandali, Suebi e Alani di Respendial proseguirono fino alla Spagna.

### Usurpazione di Giovino
Goar appare di nuovo nel 411, quando insieme a Gundahar, re dei Burgundi, appoggiò il senatore gallo--romano Giovino quale imperatore romano di Mogontiacum (oggi Magonza) (come descritto da Olimpiodoro di Tebe). In quel periodo un altro usurpatore, Costantino III, veniva assediato ad Arles da un generale di Onorio, il futuro imperatore Costanzo III. I seguaci di Costantino della Gallia settentrionale si unirono a Giovino, contribuendo alla sconfitta di Costantino. Giovino attaccò quindi Costantino assieme a "Burgundi, Alemanni, Franchi, Alani, e a tutto il suo esercito" (tra cui, presumibilmente, Goar). L'usurpazione di Giovino terminò due anni dopo, quando i Visigoti entrarono in Gallia dopo il sacco di Roma effettuato l'anno precedente. Il re visigoto Ataulfo, dopo un periodo di indecisione, si unì al governo di Onorio di Ravenna sconfiggendo Giovino a Valentia. La risposta di Alani e Burgundi a questa sconfitta non viene descritta.

### Assedio di Bazas
Dopo aver sconfitto Giovino, i Visigoti riaprirono il conflitto con Onorio; questa lotta culminò con l'assedio di Bazas del 414. Secondo Paolino di Pella, che si trovava tra gli assediati, i Visigoti erano supportati da un gruppo di Alani (il cui re viene descritto ma non citato). Paolin, che aveva in precedenza stabilito un'amicizia con il re alano, lo persuase a dividersi dai Goti unendosi invece ai romani difensori della città. Il leader degli Alani accettò la proposta, offrendo moglie e figli ai Romani quali ostaggi. I Visigoti fuggirono da Bazas ritirandosi in Spagna, mentre gli Alani divennero coloni alleati dei romani.
Gli storici sono divisi riguardo al fatto che il re alano non citato da Paolino debba essere identificato con Goar o con altri re che avrebbero accompagnato i Visigoti fin dall'Italia o addirittura da prima. La prima ipotesi implicherebbe che Goar fosse alleato di Ataulfo dopo la sconfitta dei Goti su Giovino; la seconda invece farebbe pensare che in quel periodo esisteva un secondo gruppo di Alani in Gallia, oltre al popolo di Goar.

### Rapporti col vescovo Germano d'Auxerre
Nella sua Vita di Germano d'Auxerre, Costanzo di Lione descrive un confronto tra Germano ed un re degli Alani attorno al 446. A questo re venne ordinato da Ezio di reprimere una rivolta di Bagaudi in Armorica, ma Germano lo persuase a rinunciare agli attacchi. Constanzo citò il nome di questo re come "Eochar", ma molti storici lo interpretano come un errore di scrittura per "Gochar" (dal momento che il nome di Goar appare in alcune fonti con questa forma). Altri storici contestano questa identificazione, dato che implicherebbe che la carriera di re di Goar sarebbe durata oltre 40 anni.
Inoltre, la Chronica Gallica dice che un altro capo alano, Sambida, ottenne terre nei pressi di Valentia nel 440, molti anni prima del confronto di Germano con gli Alani. Se si ipotizza che esistesse un solo re alano in Gallia, vorrebbe dire che Goar sarebbe stato sostituito da Sambida prima del 440, e che Sambida abbia poi lasciato il posto a Eochar. Se, d'altro canto, si ipotizzano due regni alani, Eochar potrebbe essere lo stesso Goar, un successore di Goar, o un successore di Sambida.
La Chronica Gallica descrive un'altra assegnazione di terra agli Alani effettuata da Ezio due anni dopo (442), in cui i Romani che occupavano la terra si opposero venendo cacciati con la forza. Né il leader di questi Alani né la posizione del terreno vengono citati nella Chronica, ma molti storici associano questo evento con Goar.
In ogni caso, gli Alani di Goar sono universalmente identificati con il gruppo di Alani presenti nei pressi di Orléans che aiutarono a respingere l'invasione di Attila del 451, guidati in quel periodo da Sangibano, mettendo fine al regno di Goar, se l'identificazione con Eochar venisse accettata, in un qualche momento tra il 446 ed il 450.